# Škrjančevo
Škrjančevo – wieś w Słowenii, w gminie Domžale. W 2018 roku liczyła 325 mieszkańców.